# Conseil départemental des Vosges
Le conseil départemental des Vosges — appelé conseil général des Vosges jusqu’en 2015 — est l'assemblée délibérante du département français des Vosges, collectivité territoriale décentralisée agissant sur le territoire départemental. Son siège se trouve à Épinal. Son président actuel est François Vannson, membre du parti Les Républicains (LR).

## Histoire
En 1790, durant la Révolution française, le royaume de France est divisé en 83 départements, dans un souci d'égalité et d'unité nationale. Le département des Vosges est créé officiellement le 9 février 1790 ; le 1er juillet suivant, 36 élus sont choisis par l'assemblée électorale des Vosges pour former le premier conseil général, avec à sa tête un homme au nom prédestiné : Louis-Dagobert Vosgien.
En 1848, la IIe République, en instaurant le suffrage universel, prévoit que chaque canton élise désormais un conseiller.
Avec les lois de décentralisation de 1982, le conseil général, reconnu par la Constitution française du 4 octobre 1958, devient une collectivité territoriale à part entière : lui sont alors transférés un certain nombre de compétences de l'État, et le prélèvement de l'impôt lui est autorisé, afin d'en assurer une redistribution selon les politiques votées par l'assemblée départementale. La tutelle de l'administration préfectorale est supprimée. Dès lors, le président du conseil général a toute autorité pour la préparation et la mise en œuvre de son budget.
À la suite des élections départementales françaises de 2015, le conseil général est renommé « conseil départemental ».

## Assemblée départementale
Constituée des 34 conseillers départementaux (17 femmes, 17 hommes) issus des 17 cantons des Vosges, l’assemblée vote les décisions et les budgets du département. Elle se réunit au moins une fois par trimestre pour les sessions ordinaires et peut-être réunie pour des sessions extraordinaires.
| Président du conseil départemental |       |      |                         |
| François Vannson (LR)              |       |      |                         |
| Parti                              | Sigle | Élus | Groupes                 |
| Majorité (30 sièges)               |       |      |                         |
| Divers droite                      | DVD   | 14   | Majorité départementale |
| Les Républicains                   | LR    | 6    | Majorité départementale |
| Union à droite                     | UD    | 6    | Majorité départementale |
| Union à gauche                     | UG    | 2    | Majorité départementale |
| Opposition (4 sièges)              |       |      |                         |
| Divers centre                      | DVC   | 2    |                         |
| Union au centre                    | UC    | 2    |                         |

## Pouvoir exécutif

### Président
Après chaque renouvellement des conseillers départementaux, tous les six ans, l'assemblée élit son président, à la majorité absolue de ses membres. Il est le personnage central du département puisqu'il en détient le pouvoir exécutif. Il prépare et exécute les décisions prises par le Conseil Départemental, élabore et gère le budget, ordonne les dépenses et prescrit l'exécution des recettes, représente le département en justice et préside les débats de l'assemblée départementale. Pour exercer ces fonctions, il délègue une partie de ses pouvoirs à dix vice-présidents. Il est aussi chef des services départementaux.

#### Liste des présidents
| Période                                  | Période                      | Identité                               | Étiquette                    | Étiquette                    |
| Président du conseil général             | Président du conseil général | Président du conseil général           | Président du conseil général | Président du conseil général |
| ---------------------------------------- | ---------------------------- | -------------------------------------- | ---------------------------- | ---------------------------- |
| 1790                                     | 1790                         | Louis-Dagobert Vosgien                 |                              |                              |
| 1790                                     | 1790                         | Jacques-Benigne Bastien                |                              |                              |
| 1791                                     | 1791                         | Jean-Baptiste Hamart                   |                              |                              |
| 1791                                     | 1791                         | Jean-Baptiste Perrin                   |                              |                              |
| 1792                                     | 1792                         | François-Firmin Fricot                 |                              |                              |
| 1792                                     | 1793                         | Nicolas François de Neufchâteau        |                              |                              |
| 1793                                     | 1793                         | Pierre-François Benoist                |                              |                              |
| 1793                                     | 1793                         | Claude Quinot                          |                              |                              |
| 1793                                     | 1795                         |                                        |                              |                              |
| 1795                                     | ?                            | Jean-Baptiste-Antoine Lefaucheux       |                              |                              |
| 1798                                     | 1798                         | François Delpierre                     |                              |                              |
| 1799                                     | 1799                         | Joseph Kéringer                        |                              |                              |
| 1800                                     | 1804                         | Charles Joseph Aubert                  |                              |                              |
| 1804                                     | 1814                         | Données inconnues                      | Données inconnues            | Données inconnues            |
| 1815                                     | 1815                         | Général d'Hennezel                     |                              |                              |
| 1816                                     | 1817                         | Charles Nicolas d'Hennezel de Valleroy |                              |                              |
| 1818                                     | 1819                         | Claude-Antoine-Gabriel de Choiseul     |                              |                              |
| 1820                                     | 1821                         | Joseph Falatieu                        |                              |                              |
| 1822                                     | 1831                         | Claude-Antoine-Gabriel de Choiseul     |                              |                              |
| 1832                                     | 1832                         | Antoine Delpierre                      |                              |                              |
| 1833                                     | 1833                         | Joseph Falatieu                        |                              |                              |
| 1834                                     | 1835                         | Claude-Antoine-Gabriel de Choiseul     |                              |                              |
| 1836                                     | 1838                         | Christophe Doublat                     |                              | Majorité ministérielle       |
| 1838                                     | 1842                         | Hector Bresson                         |                              | Conservateur                 |
| 1843                                     | 1843                         | François-Félix Maud'heux               |                              |                              |
| 1844                                     | 1847                         | Henri Siméon                           |                              | Centre                       |
| 1848                                     | 1849                         | Melchior Alcide Febvrel                |                              | Conservateur                 |
| 1850                                     | 1852                         | Victor Résal                           |                              | Orléaniste                   |
| 1852                                     | 1870                         | Jules Aymé de la Herlière              |                              | Majorité dynastique          |
| 1871                                     | 1872                         | Joseph Mougeot                         |                              | Droite                       |
| 1872                                     | 1874                         | Nicolas Claude                         |                              | Centre gauche                |
| 1875                                     | 1876                         | Joseph Grandjean                       |                              | Droite                       |
| 1876                                     | 1879                         | Nicolas Claude                         |                              | Centre gauche                |
| 1880                                     | 1893                         | Jules Ferry                            |                              | Gauche républicaine          |
| 1893                                     | 1904                         | Jules Méline                           |                              | Républicain progressiste     |
| Les données manquantes sont à compléter. |                              |                                        |                              |                              |
| 1907                                     | 1919                         | Armand Lederlin                        |                              | PRD                          |
| 1920                                     | 1928                         | René Porterat                          |                              | Radical modéré               |
| 1928                                     | 1931                         | Constant Verlot                        |                              | AD                           |
| 1931                                     | 1934                         | René Porterat                          |                              | Radical modéré               |
| 1934                                     | 1937                         | Maurice Flayelle                       |                              | DVD                          |
| 1937                                     | 1940                         | André Barbier                          |                              | DVD                          |
| 1940                                     | 1945                         | Conseil général suspendu               | Conseil général suspendu     | Conseil général suspendu     |
| 1945                                     | 1953                         | André Barbier                          |                              | DVD                          |
| 1953                                     | 1976                         | Jean Vilmain                           |                              | CNIP                         |
| 1976                                     | 2015                         | Christian Poncelet                     |                              | UDR puis RPR puis UMP        |
| Président du conseil départemental       |                              |                                        |                              |                              |
| 2015                                     | En cours                     | François Vannson                       |                              | UMP puis LR                  |

### Vice-présidents
Élus par l'Assemblée pour la durée du mandat du président, les vice-présidents sont au nombre de dix. Ils disposent de délégations de fonctions dans divers domaines d'actions.
Lors d'une réunion du Conseil du 1er Juillet 2021, dix vice-présidents ont été élus, 5 hommes et 5 femmes :
- Caroline Privat-Mattioni : Jeunesse, Culture, Collège et Sport
- Simon Leclerc : Associations et Collectivités
- Nathalie Babouhot : Administration, Finances et Service départemental des Incendies et du Secours
- Franck Perry : Economie, Tourisme, Agriculture et Forêt
- Ghislaine Jeandel-Jeanpierre : Enfance, Famille et Autonomie
- Benoît Jourdain : Environnement et Logement
- Véronique Marcot : Routes, Travaux et Patrimoine
- Jérôme Mathieu : Communication et Usage du Numérique
- Carole Thiébaut-Gaudé : Action Sociale, Territoriale, et Insertion
- William Mathis : Mobilité

## Commissions

### Commission permanente
Elle se réunit une fois par mois pour délibérer sur toutes les affaires courantes qui lui sont déléguées par l'Assemblée.
La commission permanente est composée des 10 vice-présidents et des 23 autres conseillers départementaux à l’exception du Président du Conseil Départemental, François Vannson.

### Commissions spécialisées
Elles préparent le travail de l'Assemblée, étudient et donnent leur avis sur les rapports proposés par le président. Leurs conclusions sont présentées par le rapporteur devant l'Assemblée.

## Identité visuelle (logo)

Logo des Vosges de 1990 à 2013
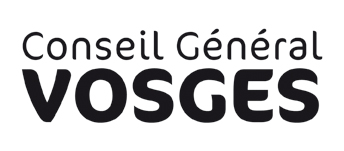
Logo des Vosges de 2013 à 2015
Logo des Vosges de 2015 à 2016
Logo des Vosges depuis 2016